# Jan Stanisław Antoni Wolicki
Jan Stanisław Antoni Wolicki herbu Nabram vel Waldorff (ur. 1766, zm. 9 września 1847) – polski urzędnik, tajny radca, poseł na sejm z powiatu olkuskiego w 1818 i 1820 r., i prezydujący w Sądzie Najwyższej Instancji Królestwa Polskiego w latach 1832–1841.
Kawaler orderu św. Stanisława I kl., i św. Włodzimierza 3 kl.

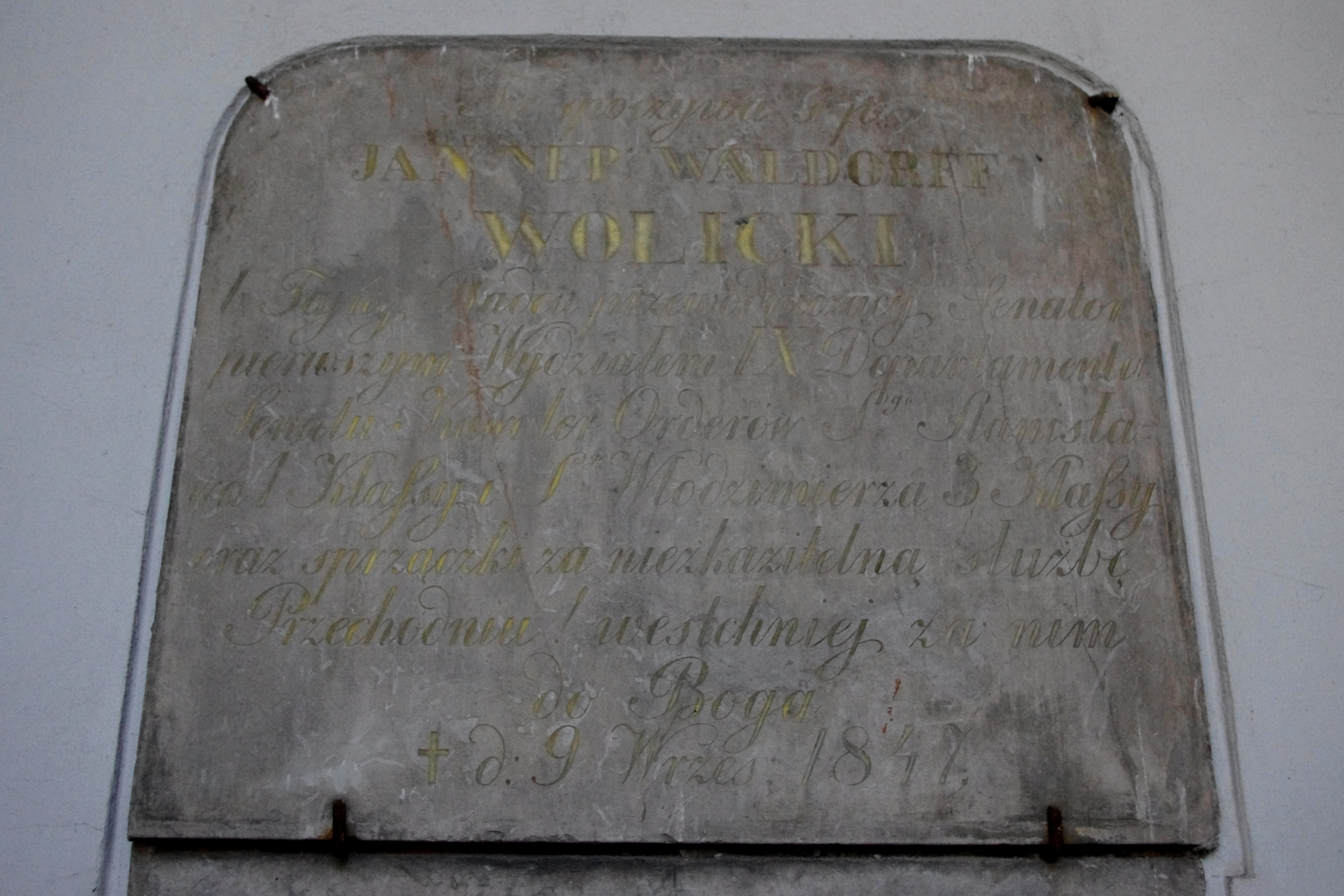
Grób senatora Jana Stanisława Antoniego Wolickiego (1766-1847) w katakumbach cmentarza Powązkowskiego w Warszawie

Pochowany w katakumbach na cmentarzu Powązkowskim w Warszawie (rząd 143-5).